# ANAPC2
Субъединица комплекса стимуляции анафазы 2 (англ. Anaphase-promoting complex subunit 2) — фермент, кодируемый у человека геном ANAPC2.
Большой белковый комплекс, называемый комплексом стимуляции анафазы (APC) или циклосомой, способствует переходу от метафазы к анафазе убиквитинизируя свои специфические субстраты, такие как митотические циклины и ингибиторы анафазы, которые затем деградируют в 26S протеасоме. Биохимические исследования показали, что у позвоночных APC содержит восемь субъединиц. Состав APC высоко консервативен у всех организмов от дрожжей до человека. Продукт этого гена является компонентом комплекса и частично схожей последовательности с недавно идентифицированным семейством белков, называемых Cullin, которые также могут быть вовлечены в убиквитин-опосредованную деградацию.

## Взаимодействия
ANAPC2, как было выявлено, взаимодействует с ANAPC1 и ANAPC11.